# Saint-Orens-de-Gameville
Saint-Orens-de-Gameville, also referred to as Saint-Orens, là một xã ở tỉnh Haute-Garonne vùng Occitanie tây nam nước Pháp. Xã Saint-Orens-de-Gameville nằm ở khu vực có độ cao 190 mét trên mực nước biển.